# Code international pour la nomenclature des plantes cultivées
Le Code international pour la nomenclature des plantes cultivées (CINPC) règlemente la désignation des espèces cultivées, dont les cultigènes, constituées de cultivars, de groupes de cultivars et de chimères de greffe (en). 

## Exemples
- Clematis alpina ‘Ruby’ : cultivar d'une espèce.
- Spiraea ×bumalda ‘Anthony Waterer’ : cultivar obtenu par hybridation entre individus du même genre (ici du genre Spiraea)
- Magnolia ‘Elizabeth’ : cultivar à l'origine plus incertaine.
- Hydrangea ‘Thomas Hogg’ : cultivar avec un nom composé dont chaque terme commencera par une majuscule
- Rhododendron boothii Groupe Mishmiense ou Abutilon Groupe Darwinii : noms de groupes de cultivars.
- +Crataegomespilus : chimère de greffe de Crataegus et Mespilus.

Les Orchidées ont un code particulier qui s'inscrit dans le cadre général du CINPC.
Le CINPC ne régit pas les marques commerciales de plantes : celles-ci sont soumises à la loi du pays concerné. Exemple : la pomme Pink Lady®.

Ce code ne régit pas non plus l'appellation des variétés de plantes qui dépend du Code international de nomenclature pour les algues, les champignons et les plantes.

## Résumé des règles
Le Code définit strictement le terme cultivar, de manière qu'il n'y ait aucun doute sur la qualification d'une nouvelle obtention en tant que cultivar, et consacre plusieurs des premiers articles à cette définition.
La construction d'un nom de cultivar présente plusieurs différences avec le Code de botanique, par exemple, sauf exceptions, on doit utiliser des langues vernaculaires, et non pas le latin,
on autorise les translittérations (écriture dans un système de caractères différents de l'original), 
on autorise la correction des fautes d'orthographe de l'original, 
et on doit l'enregistrer auprès de l'Autorité internationale d'enregistrement des cultivars ; 
pour la construction des Groupes de cultivars, on utilise également des langues différentes du latin
et on admet sa traduction dans d'autres langues, tous ces noms étant des noms valides du même groupe, 
 tout le jeu de caractères qui définit un groupe de cultivars doit être présent dans chaque cultivar du groupe,
et quand la délimitation (les caractères qui le définissent) change il faut toujours changer le nom du groupe, en outre on demande explicitement que les cultivars soient regroupés en autant de classifications différentes qu'il sera nécessaire selon les caractères utiles dans différents contextes.
Le nom d'un cultivar commence par le nom du taxon botanique le moins inclusif auquel il appartient (ou à défaut au moins le genre), suivi par l'épithète de cultivar placée entre guillemets simples et avec la typographie du texte : Cucurbita pepo 'Connecticut Field' (jusqu'en 1996, on acceptait l'alternative Cucurbita pepo cv. Connecticut Field, désormais écartée), on admet comme synonymes Cucurbita 'Connecticut Field' et courgette 'Connecticut Field'. Le terme « Calebasse 'Connecticut Field' » ne pourrait être utilisé comme synonyme du fait qu'on appelle également « calebasses » les fruits de taxons étrangers au genre Cucurbita et qu'on pourrait faire référence à un autre cultivar portant la même épithète spécifique.
Le nombre d'un groupe est en majuscules, dans la typographie du texte, suivi (ou précédé) du texte Group ou de son équivalent dans d'autres langues : Cucurbita pepo Pumpkin Group, traduit légalement en Cucurbita pepo Groupe Pumpkin. A nouveau, pour les groupes de cultivars, le taxon le plus complet est celui du genre.
Une plante que l'on ne peut différencier d'un cultivar « par les caractères qui le décrivent » est considérée comme appartenant au cultivar bien que son origine soit différente.